# Canadian Hot 100

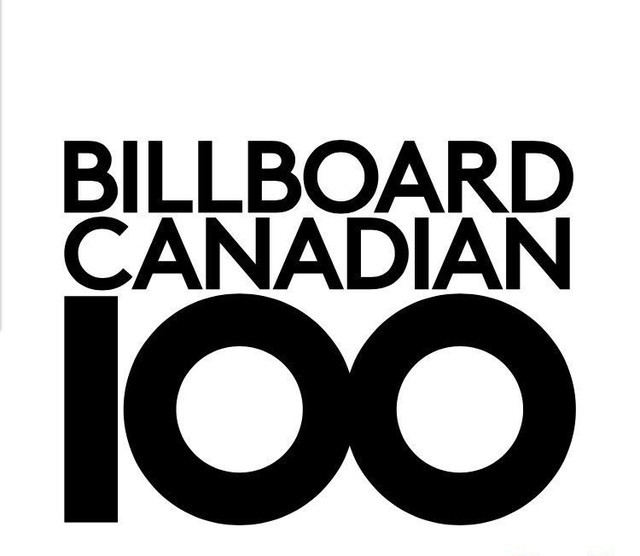
A Canadian Hot 100 logója

A Canadian Hot 100 egy zeneipari slágerlista dalok számára Kanadában, melyet hetente publikál a Billboard magazin. A lista a 2007. március 31-i számmal indult, és Kanadában jelenleg is standard slágerlistának tekintendő; a Billboard minden kedden új listát állít össze és teszi közzé a nyilvánosság számára.
A Canadian Hot 100 a Billboard amerikai Hot 100-as listájának struktúráját követi, így egybeszámolja a fizikai és a digitális eladásokat, melyeket a Luminate Data gyűjt össze, valamint a streaming adatokat és a rádiós lejátszásokat. Kanadában több mint 100 rádióállomás lejátszási listáját monitorozzák hétről hétre.
A Canadian Hot 100 első listavezetője Avril Lavigne "Girlfriend" című dala volt 2007. március 31-én. 2025. július 19-éig a listának 212 különböző első helyezett dala volt. A jelenlegi első helyezett dala az Ordinary Alex Warren-től.

## Története
Az első listát a 2007. március 31 -i számban készítették el, és először 2007. június 7-én tették elérhetővé a Billboard online felületén. Ezzel a bevezetéssel ez volt az első alkalom, hogy a Billboard létrehozott egy Hot 100 listát az Egyesült Államokon kívüli ország számára.
A Billboard managere, Geoff Mayfield úgy jelentette be a lista indulását, hogy kifejtette, hogy "az új Billboard Canadian Hot 100 Kanada legnépszerűbb dalainak végső mércéje lesz, folytatva lapunk régóta fennálló hagyományát, hogy a rendelkezésre álló legátfogóbb forrásokat használja fel a világ leghitelesebb zenei listájának biztosításához." 

## Dal mérföldkövek

### Dalok a legtöbb héttel az első helyen
19 hét
- Lil Nas X featuring Billy Ray Cyrus – "Old Town Road" (2019)

16 hét
- The Black Eyed Peas – "I Gotta Feeling" (2009)
- Ed Sheeran – "Shape of You" (2017)
- Luis Fonsi and Daddy Yankee featuring Justin Bieber – "Despacito" (2017)

15 hét
- Mark Ronson featuring Bruno Mars – "Uptown Funk" (2015)

13 hét
- Timbaland featuring OneRepublic – "Apologize" (2007–08)
- Robin Thicke featuring T.I. and Pharrell – "Blurred Lines" (2013)
- The Chainsmokers featuring Halsey – "Closer" (2016)

11 hét
- Rihanna featuring Calvin Harris – "We Found Love" (2011–12)
- OMI – "Cheerleader" (2015)
- 24kGoldn featuring Iann Dior – "Mood" (2020–21)

10 hét
- Maroon 5 featuring Christina Aguilera – "Moves like Jagger" (2011)
- Pharrell Williams – "Happy" (2014)
- Drake – "God's Plan" (2018)
- Maroon 5 featuring Cardi B – "Girls Like You" (2018)
- Roddy Ricch – "The Box" (2020)

### Első helyen debütáló dalok
- Eminem, Dr. Dre and 50 Cent – "Crack a Bottle" (2009. február 21.)[4]
- Taylor Swift – "Today Was a Fairytale" (2010. február 20.)[5]
- Young Artists for Haiti – "Wavin' Flag" (2010. március 27.)[6]
- Eminem – "Not Afraid" (2010. május 22.)[7]
- Katy Perry featuring Snoop Dogg – "California Gurls" (2010. május 29.)[8]
- Britney Spears – "Hold It Against Me" (2011. január 29.)[9]
- Lady Gaga – "Born This Way" (2011. február 26.)[10]
- Katy Perry – "Part of Me" (2012. március 3.)[11]
- Justin Bieber – "Boyfriend" (2012. április 14.)[12]
- Taylor Swift – "We Are Never Ever Getting Back Together" (2012. szeptember 1.)[13]
- Katy Perry – "Roar" (2013. augusztus 31.)[14]
- Eminem featuring Rihanna – "The Monster" (2013. november 16.)[15]
- Taylor Swift – "Shake It Off" (2014. szeptember 6.)[16]
- Justin Bieber – "What Do You Mean?" (2015. szeptember 19.)[17]
- Adele – "Hello" (2015. november 14.)[18]
- Zayn – "Pillowtalk" (2016. február 20.)[19]
- Major Lazer featuring Justin Bieber and MØ – "Cold Water" (2016. augusztus 13.)[20]
- Ed Sheeran – "Shape of You" (2017. január 28.)[21]
- DJ Khaled featuring Justin Bieber, Quavo, Chance the Rapper and Lil Wayne – "I'm the One" (2017. május 20.)[22]
- Taylor Swift – "Look What You Made Me Do" (2017. szeptember 16.)[23]
- Post Malone featuring 21 Savage – "Rockstar" (2017. október 7.)[24]
- Drake – "God's Plan" (2018. február 3.)[25]
- The Weeknd – "Call Out My Name" (2018. április 14.)[26]
- Drake – "Nice for What" (2018. április 21.)[27]
- Childish Gambino – "This Is America" (2018. május 19.)[28]
- Maroon 5 featuring Cardi B – "Girls Like You" (2018. június 16.)[29]
- Drake – "Nonstop" (2018. július 14.)[30]
- Kanye West and Lil Pump – "I Love It" (2018. szeptember 22.)[31]
- Eminem – "Killshot" (2018. szeptember 29.)[32]
- Kodak Black featuring Travis Scott and Offset – "Zeze" (2018. október 27.)[33]
- Ariana Grande – "Thank U, Next" (2018. november 17.)[34]
- Ariana Grande – "7 Rings" (2019. február 2.)[35]
- Jonas Brothers – "Sucker" (2019. március 16.)[36]
- Billie Eilish – "Bad Guy" (2019. április 13.)[37]
- Travis Scott – "Highest in the Room" (2019. október 19.)[38]
- The Scotts, Travis Scott and Kid Cudi – "The Scotts" (2020. május 9.)[39]
- Ariana Grande and Justin Bieber – "Stuck with U" (2020. május 23.)[40]
- Lady Gaga and Ariana Grande – "Rain on Me" (2020. június 6.)[41]
- DJ Khaled featuring Drake – "Popstar" (2020. augusztus 1.)[42]
- Cardi B featuring Megan Thee Stallion – "WAP" (2020. augusztus 22.)[43]
- Drake featuring Lil Durk – "Laugh Now Cry Later" (2020. augusztus 29.)[44]
- Justin Bieber featuring Chance the Rapper – "Holy" (2020. október 3.)[45]
- Justin Bieber and Benny Blanco – "Lonely" (2020. október 31.)[46]
- Ariana Grande – "Positions" (2020. november 7.)[47]
- Shawn Mendes and Justin Bieber – "Monster" (2020. december 5.)[48]
- Taylor Swift – "Willow" (2020. december 26.)[49]
- Olivia Rodrigo – "Drivers License" (2021. január 23.)[50]
- Lil Tjay featuring 6lack – "Calling My Phone" (2021. február 27.)[51]
- Drake – "What's Next" (2021. március 20.)[52]
- Justin Bieber featuring Daniel Caesar and Giveon – "Peaches" (2021. április 3.)[53]
- Polo G – "Rapstar" (2021. április 24.)[54]
- Olivia Rodrigo – "Good 4 U" (2021. május 29.)[55]
- Ed Sheeran – "Bad Habits" (2021. július 10.)[56]
- The Kid Laroi and Justin Bieber – "Stay" (2021. július 24.)[57]

### Előadók a legtöbb listavezető slágerrel
1. Justin Bieber - 13 [58]
2. Rihanna - 11 [59]
3. Katy Perry - 10 [60]
4. Drake - 9 [61]
5. Taylor Swift - 7 [62]

### Előadók a legtöbb héttel az első helyen
1. Justin Bieber – 52
2. Rihanna – 46
3. Drake – 36
4. Katy Perry – 34 (döntetlen)
5. Maroon 5 – 34 (döntetlen)
6. The Black Eyed Peas – 32

### Önmagukat leváltó előadók az első helyen
- The Black Eyed Peas – "Boom Boom Pow" → "I Gotta Feeling" (2009. július 4.)[63]
- Taylor Swift – "Shake It Off" → "Blank Space" (2014. november 29.)[64]
- Justin Bieber – "I'm the One" (DJ Khaled featuring Justin Bieber, Quavo, Chance the Rapper and Lil Wayne) → "Despacito" (Luis Fonsi and Daddy Yankee featuring Justin Bieber) (2017. május 27.)[65]
- Drake – "Nonstop" → "In My Feelings" (2018. július 21.)[66]

### Egyéb eredmények
- Justin Bieber tartja a rekordot, mint a legtöbbször az első helyen debütáló előadó a Canadian Hot 100 történetében, tíz dallal.
- Katy Perry Teenage Dream és Drake Scorpion című albumai tartalmazzák a legtöbb listavezető kislemezt (4-4 darab).
- A The Black Eyed Peas "I Gotta Feeling"-je tartja a legtöbb ideig a listán szereplő dal rekordját (76 hét).[67] 2021 májusában a The Weeknd "Blinding Lights" c. dala egy héttel elmaradt a rekord megdöntésétől, és 75 héttel a listán búcsúzott.[68]
- A 2010. február 27-én kiadott számban Nikki Yanofsky lett a legfiatalabb előadó, aki 16 évesen és 19 naposan a Canadian Hot 100 élén állt az "I Believe" című dallal.[69]
- A 2012. október 6-án Psy "Gangnam Style" c. dala lett az első nem angol kislemez, amely a Canadian Hot 100 első helyezettje lett.[70]
- A 2009. június 27 -én kiadott számban a The Black Eyed Peas lett az első formáció, amely egyidejűleg elfoglalta a két legjobb pozíciót: az első helyen a "Boom Boom Pow", míg a második helyen az "I Gotta Feeling" szerepelt.[71]
- A 2009. október 24-én kiadott számban Britney Spears "3 " c. dala megdöntötte a legnagyobb ugrás rekordját az első helyre, a 86. pozícióról az első helyre ugrott.[72]
- A OneRepublic "Counting Stars" című számának rekordnak számító 34 hétre volt szüksége, hogy elérje a csúcsot.[73]
- 2016-ban Justin Bieber lett az első kanadai előadó, akinek a "Sorry" című dala az év végi toplista élére került.[74]
- 2017. január 28-án Ed Sheeran lett az első előadó, aki egyszerre debütált az első két helyen, az első helyen a "Shape of You", míg a második helyen a "Castle on the Hill" szerepelt.[21]
- 2018. július 14-én Drake lett az előadó, aki egyetlen hét alatt a legtöbb egyszerre listázó dallal (27) jelentkezett a Canadian Hot 100-on.[30]
- 2019. január 12-én Mariah Carey "All I Want for Christmas Is You" című dalával az első helyről kiesett a teljes listáról.[75][76]
- A 2019. május 25-én kiadott számban Ed Sheeran és Justin Bieber "I Don't Care " című száma 90 helyet ugrott a 2. helyre, és ezzel a Canadian Hot 100 történetének legnagyobb egyhetes ugrása lett.[77]
- 2021. szeptember 18 -án Drake összesen nyolc dallal szerepelt a Top 10-ben.[78]

## Külső linkek
- Aktuális Canadian Hot 100